# Schultzidia retropinnis
Schultzidia retropinnis is een straalvinnige vissensoort uit de familie van de slangalen (Ophichthidae). De wetenschappelijke naam van de soort is voor het eerst geldig gepubliceerd in 1934 door Henry Weed Fowler.